# 食蚁兽科
食蟻獸科（學名：Myrmecophagidae），哺乳綱、貧齒總目的一科，包括3屬3種：
- 大食蟻獸屬 Myrmecophaga
  - 大食蟻獸 Myrmecophaga tridactyla
- 小食蟻獸屬 Tamandua
  - 中美小食蟻獸 Tamandua mexicana
  - 小食蟻獸 Tamandua tetradactyla

早前分在這一科的侏食蟻獸目前已獨立成科，成為侏食蟻獸科下的單科種。

## 图集

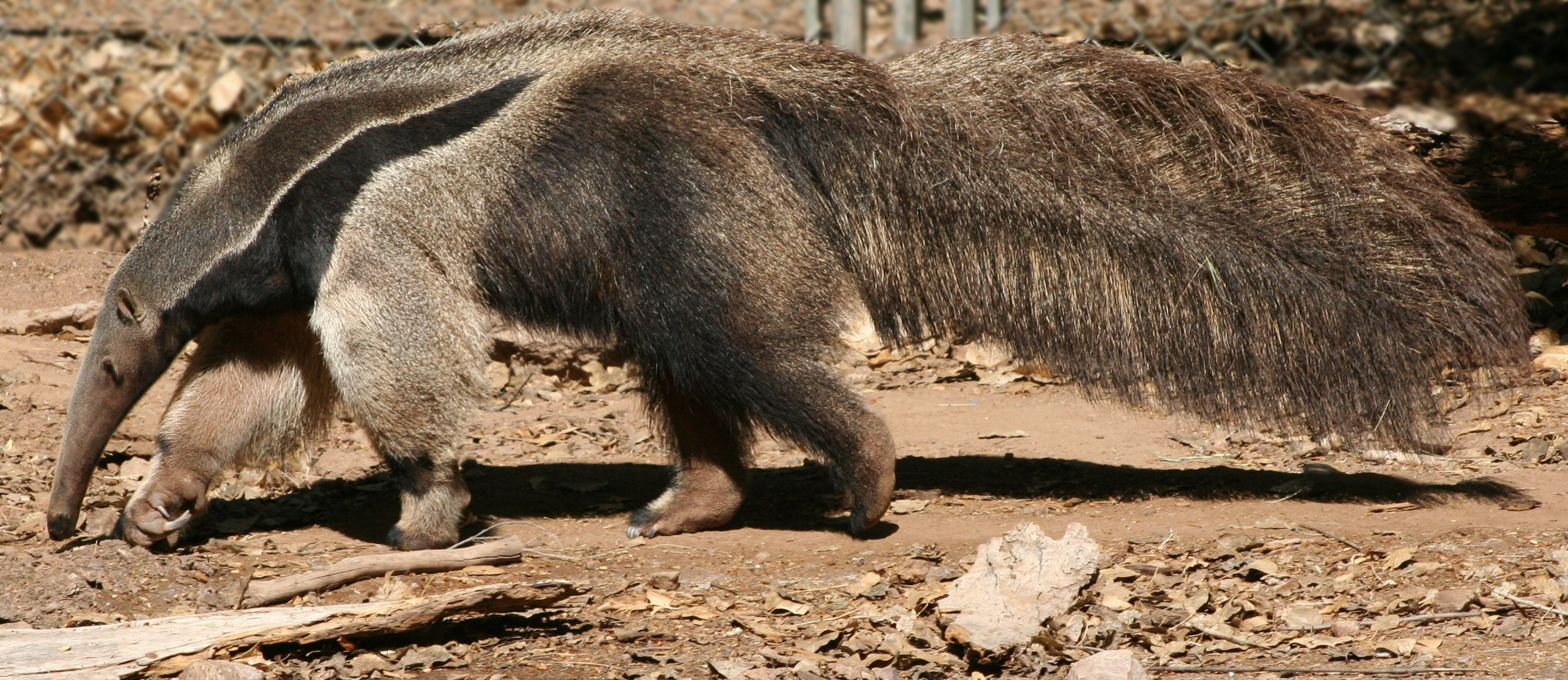
大食蟻獸
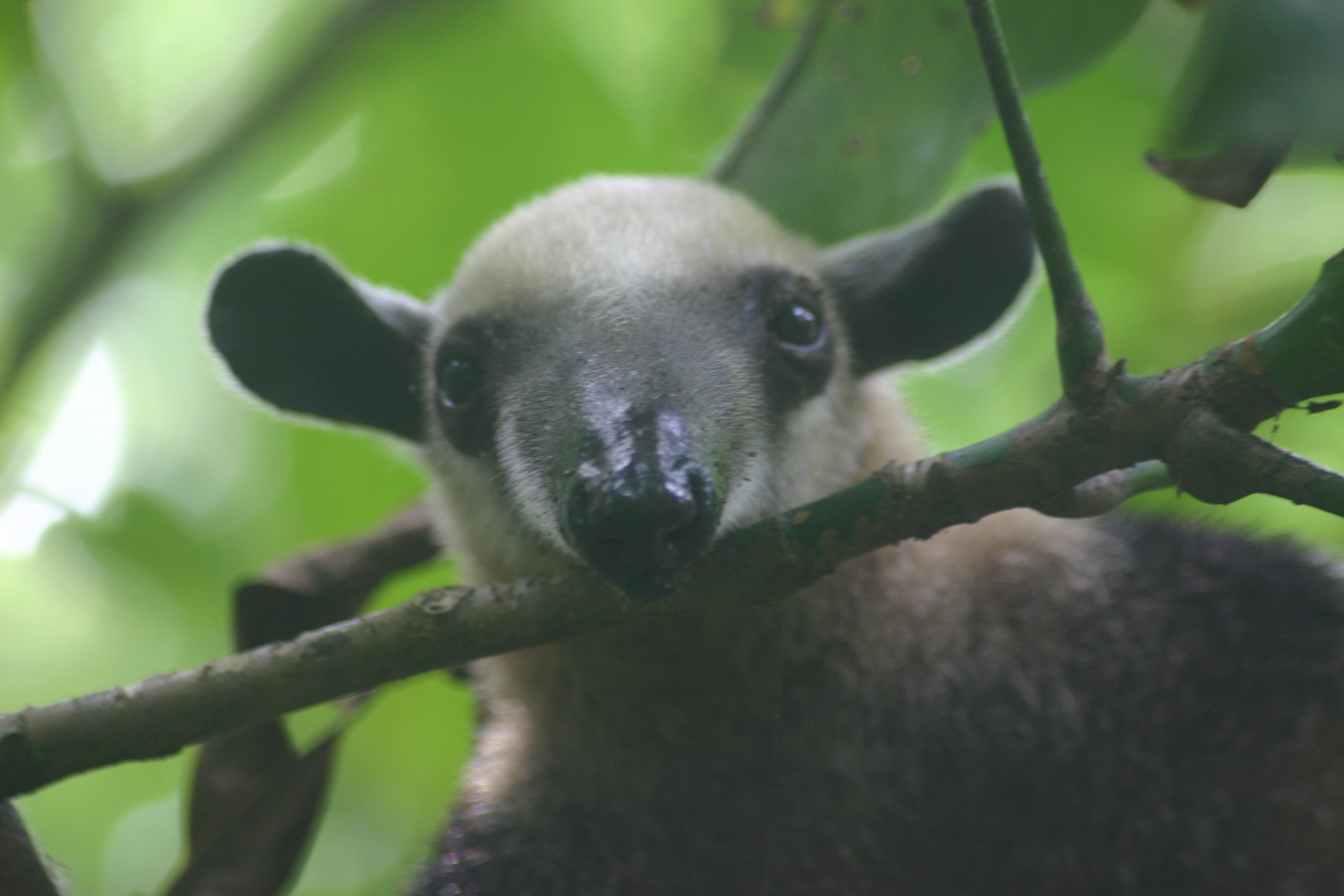
中美小食蟻獸，哥斯达黎加基督山NP